# Chaim Ankierman
Chaim Ankierman lub Ankerman (ur. 1892 w Żelechowie, zm. 8 maja 1943 w Warszawie) – polsko-żydowski działacz komunistyczny, członek sztabu Żydowskiej Organizacji Bojowej i uczestnik powstania w getcie warszawskim.

## Życiorys

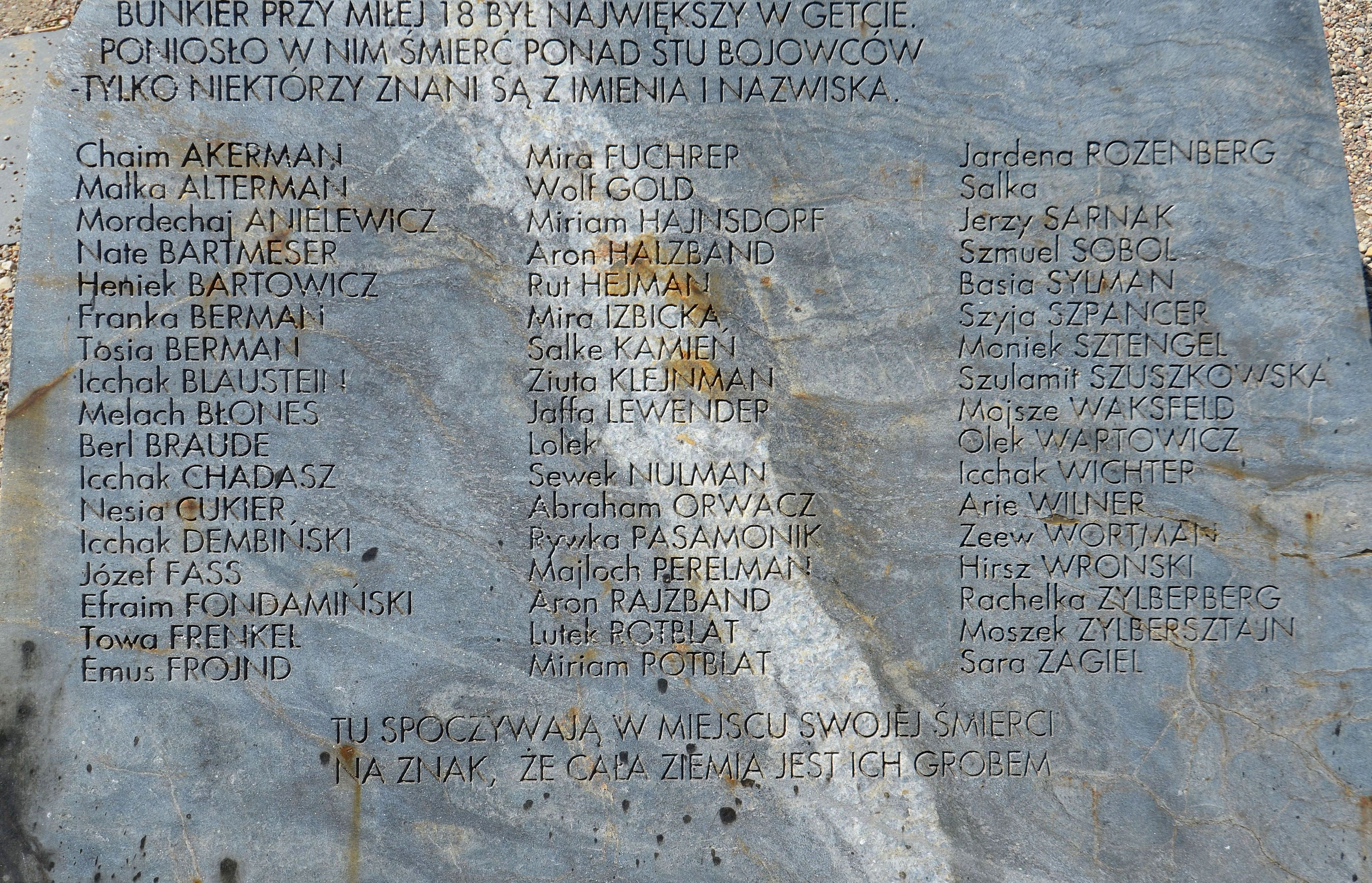
Nazwiska żydowskich bojowników, w tym Chaima Ankiermana, przy pomniku bunkra Miła 18 w Warszawie

Z zawodu był kupcem, w latach 20. miał pralnię. Początkowo był członkiem Bundu, na początku lat 20. związał się z KPRP/KPP. Pełnił różne funkcje na terenie powiatu garwolińskiego: w 1922 roku z ramienia KPP działał w Związku Proletariatu Miast i Wsi, w 1925 roku został sekretarzem Komitetu Dzielnicowego (KD) KPP w Żelechowie, prowadził wykłady w żelechowskim klubie sportowym „Promień”. W 1926 roku prowadził akcję wyborczą do Rady Miejskiej Żelechowa. 
Około roku 1930 przeniósł się do Falenicy i został członkiem egzekutywy Komitetu Miejskiego KPP w tym mieście. Jego komunistyczna działalność spowodowała, że poszukiwała go policja i na początku 1931 roku Ankierman opuścił Falenicę, co jednak nie uchroniło go przed aresztowaniem – 22 września 1931 roku został zatrzymany w Warszawie, a 27 kwietnia 1932 roku skazany na rok więzienia. Zwolniony 16 czerwca 1932 roku, w dalszym ciągu prowadził działalność komunistyczną w Warszawie i okolicach do rozwiązania KPP w 1938 roku.
Podczas okupacji niemieckiej został zamknięty w getcie warszawskim, gdzie w 1942 roku był jednym z założycieli PPR i bliskim współpracownikiem Józefa Lewartowskiego. Członek Komitetu Dzielnicowego (KD) PPR. Brał udział w organizowaniu ruchu oporu, był członkiem sztabu ŻOB i uczestniczył w przygotowywaniu powstania w kwietniu 1943 roku. Wraz z Mordechajem Anielewiczem i innymi bojownikami ŻOB popełnił samobójstwo w bunkrze sztabu przy ul. Miłej 18.

## Ordery i odznaczenia
- Krzyż Srebrny Orderu Virtuti Militari – nadany przez prezydenta RP w 1948 roku[3]